# Licuala brevicalyx
Licuala brevicalyx är en enhjärtbladig växtart som beskrevs av Odoardo Beccari. Licuala brevicalyx ingår i släktet Licuala och familjen Arecaceae. Inga underarter finns listade i Catalogue of Life.